# Список пусковых участков и новых станций Московского метрополитена
В этом списке приводятся все пусковые участки новых перегонов и/или новых станций Московского метрополитена. Указаны только построенные участки, без строящихся и проектируемых, которые приведены в отдельном списке. Названия станций приводятся по состоянию на день открытия станции.
В таблице не учтены станции МЦК, технологически не являющиеся метрополитеном.

## Хронологическая таблица
|      | Участок                                                               | Дата начала графикового движения поездов | Дата открытия для пассажиров | Станций | Длина (км) | Станций всего | Длина всего | Примечания |
| ---- | --------------------------------------------------------------------- | ---------------------------------------- | ---------------------------- | ------- | ---------- | ------------- | ----------- | --- |
| @1   | ТЧ-1 «Северное»                                                       | 15.10.1934                               | 26.04.1935                   | 0       | 0          | 0             | 0           | Начало тестирования мощностей первого электродепо, пробный рейс на участке «Комсомольская» — «Сокольники». |
| @1   | «Сокольники» — Парк культуры им. Горького «Сокольники» — «Смоленская» | 01.05.1935                               | 15.05.1935                   | 13      | 11,0       | 13            | 11,0        | «Сокольники» — «Парк культуры им. Горького» 8,38 км; «Улица Коминтерна» — «Смоленская» 1,72 км; соединение «Охотный Ряд» — «Улица Коминтерна» 0,9 км. |
| @1   | «Смоленская» — «Киевская»                                             | ?                                        | 20.03.1937                   | 1       | 1,34       | 14            | 12,34       | Действует вилочное движение от «Сокольников» до «Парка культуры им. Горького» и «Киевской». |
| @3   | Улица Коминтерна — «Курская»                                          | ?                                        | 13.03.1938                   | 2       | 3,39       | 16            | 14,83       | Участок «Улица Коминтерна» — «Киевская» передан новой Арбатско-Покровской линии. Вилка упразднена, а соединение (0,9 км) закрыто для пассажирского движения. |
| @2   | Площадь Свердлова — «Сокол», ТЧ-2 «Сокол»                             | ?                                        | 11.09.1938                   | 6       | 8,52       | 22            | 23,35       | Без «Горьковской». |
| @2   | Площадь Свердлова — Завод им. Сталина                                 | ?                                        | 01.01.1943                   | 1       | 6,24       | 23            | 29,59       | Без «Новокузнецкой» и «Павелецкой». |
| @2   | «Новокузнецкая», «Павелецкая»                                         | 01.01.1943                               | 20.11.1943                   | 2       | 0          | 25            | 29,59       | Открыты на действующем участке Горьковско-Замоскворецкой линии «Площадь Свердлова» — «Завод им. Сталина». |
| @3   | «Курская» — Измайловская                                              | ?                                        | 18.01.1944                   | 3       | 7,05       | 28            | 36,64       | Без «Электрозаводской». |
| @3   | «Электрозаводская»                                                    | 18.01.1944                               | 15.05.1944                   | 1       | 0          | 29            | 36,64       | Открыта на действующем участке Арбатско-Покровской линии «Бауманская» — «Сталинская». |
| @5   | Парк культуры им. Горького — «Курская»                                | 12.1949                                  | 01.01.1950                   | 6       | 6,37       | 35            | 43,01       | |
| @3   | ТЧ-3 «Измайлово»                                                      | ?                                        | 10.01.1950                   | 0       | (1,5)      | 35            | 43,01       | |
| @5   | «Курская» — «Белорусская»                                             | ?                                        | 30.01.1952                   | 4       | 6,98       | 39            | 49,99       | |
| @3   | «Площадь Революции» — Киевская                                        | ?                                        | 05.04.1953                   | -4      | -4,13      | 38            | 50,53       | Участок мелкого заложения со станцией «Калининская» заменён на участок глубокого. |
| @3   | Площадь Революции — «Киевская»                                        | ?                                        | 05.04.1953                   | 3       | 4,66       | 38            | 50,53       | Участок мелкого заложения со станцией «Калининская» заменён на участок глубокого. |
| @5   | «Белорусская» — Парк культуры им. Горького                            | ?                                        | 14.03.1954                   | 2       | 5,95       | 40            | 56,48       | Замыкающий участок Кольцевой линии. |
| @5   | ТЧ-4 «Красная Пресня»                                                 | ?                                        | 01.04.1954                   | 0       | 0          | 40            | 56,48       | |
| @3   | Измайловская — Первомайская (временная)                               | ?                                        | 24.09.1954                   | 1       | (0)        | 41            | 57,98       | Открыта временная станция в электродепо «Измайлово», действовавшая до 1961 года. |
| @1   | Парк культуры им. Горького — «Спортивная»                             | ?                                        | 01.05.1957                   | 2       | 2,43       | 43            | 60,41       | |
| @6   | Ботанический Сад — ВСХВ                                               | ?                                        | 01.05.1958                   | 4       | 4,53       | 47            | 64,94       | |
| @4   | Калининская — «Кутузовская»                                           | ?                                        | 07.11.1958                   | 6       | 5,35       | 53            | 70,29       | В том числе ранее закрытый участок «Калининская» — «Киевская». |
| @1   | Спортивная — «Университет»                                            | ?                                        | 12.01.1959                   | 2       | 4,49       | 55            | 74,78       | |
| @4   | «Кутузовская» — «Фили»                                                | ?                                        | 07.11.1959                   | 1       | 1,64       | 56            | 76,42       | |
| @4   | Фили — «Пионерская»                                                   | ?                                        | 13.10.1961                   | 3       | 3,54       | 59            | 79,96       | |
| @3   | Измайловская — «Первомайская»                                         | ?                                        | 21.10.1961                   | 1       | 3,69       | 60            | 82,15       | Открыты две новые станции («Измайловская» и «Первомайская»), при этом закрыт участок ко временной станции «Первомайская» (1,5 км). |
| @4   | ТЧ-9 «Фили»                                                           | ?                                        | 01.01.1962                   | 0       | 0          | 60            | 82,15       | |
| @6   | «Октябрьская» — «Новые Черёмушки», ТЧ-5 «Калужское»                   | ?                                        | 13.10.1962                   | 5       | 8,07       | 65            | 90,22       | Без «Шаболовской». |
| @3   | «Первомайская» — «Щёлковская»                                         | ?                                        | 22.07.1963                   | 1       | 1,64       | 66            | 91,86       | |
| @1   | «Университет» — «Юго-Западная»                                        | ?                                        | 30.12.1963                   | 2       | 4,55       | 68            | 96,41       | |
| @6   | Новые Черёмушки — Калужская (временная)                               | ?                                        | 15.04.1964                   | 1       | 1,5        | 69            | 97,91       | Открыта временная станция в электродепо «Калужское», действовавшая до 1974 года. |
| @2   | «Сокол» — «Речной вокзал»                                             | ?                                        | 30.12.1964                   | 3       | 6,22       | 72            | 104,13      | |
| @4   | «Пионерская» — «Молодёжная»                                           | ?                                        | 05.07.1965                   | 1       | 3,8        | 73            | 107,93      | Без «Кунцевской». |
| @4   | «Кунцевская»                                                          | 05.07.1965                               | 31.08.1965                   | 1       | 0          | 74            | 107,93      | Открыта на действующем участке Арбатско-Филёвской линии «Пионерская» — «Молодёжная». |
| @1   | «Сокольники» — Преображенская Площадь                                 | ?                                        | 31.12.1965                   | 1       | 2,52       | 75            | 110,45      | |
| @7   | «Таганская» — Ждановская, ТЧ-11 «Выхино»                              | 12.12.1966                               | 31.12.1966                   | 7       | 12,94      | 82            | 123,39      | |
| @2   | ТЧ-7 «Замоскворецкое»                                                 | ?                                        | 10.07.1969                   | 0       | 0          | 82            | 123,39      | |
| @2   | «Автозаводская» — «Каховская»                                         | ?                                        | 11.08.1969                   | 4       | 9,54       | 86            | 132,93      | Участок «Каширская» — «Каховская» открыт в составе Горьковско-Замоскворецкой линии. Без «Технопарка». |
| @6   | «Октябрьская» — Площадь Ногина                                        | 30.12.1970                               | 03.01.1971                   | 2       | 3,85       | 88            | 136,78      | |
| @7   | «Таганская» — Площадь Ногина                                          | 30.12.1970                               | 03.01.1971                   | 1       | 2,02       | 89            | 138,8       | |
| @6   | Площадь Ногина — «Проспект Мира»                                      | 31.12.1971                               | 05.01.1972                   | 2       | 2,88       | 91            | 141,68      | Калужская и Рижская радиальные линии объединены в одну диаметральную Калужско-Рижскую. |
| @7   | «Баррикадная» — «Октябрьское Поле»                                    | ?                                        | 30.12.1972                   | 5       | 7,24       | 96            | 148,92      | |
| @6   | Новые Черёмушки — «Беляево»                                           | ?                                        | 12.08.1974                   | 2       | 3,61       | 97            | 151,03      | Закрыт участок к временной станции «Калужская» (1,5 км). |
| @7   | Площадь Ногина — «Баррикадная»                                        | ?                                        | 17.12.1975                   | 2       | 4,04       | 99            | 155,07      | Ждановская и Краснопресненская радиальные линии объединены в одну диаметральную Ждановско-Краснопресненскую. |
| @7   | «Октябрьское Поле» — «Планерная», ТЧ-6 «Планерное»                    | ?                                        | 30.12.1975                   | 4       | 9,68       | 103           | 164,75      | Без «Спартака». |
| @6   | «ВДНХ» — «Медведково»                                                 | ?                                        | 29.09.1978                   | 4       | 8,1        | 107           | 172,85      | |
| @6   | ТЧ-10 «Свиблово»                                                      | ?                                        | 30.09.1978                   | 0       | 0          | 107           | 172,85      | |
| @2   | Горьковская                                                           | 11.09.1938                               | 20.07.1979                   | 1       | 0          | 108           | 172,85      | Открыта на действующем участке Горьковско-Замоскворецкой линии «Маяковская» — «Площадь Свердлова». |
| @8   | «Марксистская» — «Новогиреево», ТЧ-12 «Новогиреево»                   | ?                                        | 30.12.1979                   | 6       | 11,41      | 114           | 184,26      | |
| @6   | Шаболовская                                                           | 13.10.1962                               | 06.11.1980                   | 1       | 0          | 115           | 184,26      | Открыта на действующем участке Калужско-Рижской линии «Октябрьская» — «Ленинский проспект». |
| @1   | Ленинские горы                                                        |                                          | 25.10.1983                   | 0       | 0          | 115           | 184,26      | В связи с аварийным состоянием станция закрыта на действующем участке. |
| @9   | «Серпуховская» — «Южная», ТЧ-8 «Варшавское»                           | ?                                        | 08.11.1983                   | 8       | 12,95      | 123           | 197,21      | |
| @2   | Каширская — «Орехово»                                                 | 30.12.1984                               | 09.02.1985                   | 3       | 6,39       | 126           | 203,6       | Участок закрыт на следующий день после открытия из-за затопления водой из Царицынского пруда и повторно открыт 09.02.1985. Началось вилочное движение до «Орехово» и «Каховской». |
| @2   | «Орехово» — «Красногвардейская»                                       | ?                                        | 07.09.1985                   | 2       | 3,39       | 128           | 206,99      | Действует вилочное движение от «Речного вокзала» до «Красногвардейской» и «Каховской». |
| @9   | «Южная» — «Пражская»                                                  | ?                                        | 06.11.1985                   | 1       | 1,14       | 129           | 208,13      | |
| @1   | Спортивная — Университет                                              |                                          | 1986                         | 0       | 0          | 129           | ?           | Открыты временные мосты через р. Москву для обхода закрытой станции «Ленинские горы». |
| @9   | «Серпуховская» — Боровицкая                                           | ?                                        | 23.01.1986                   | 2       | 2,83       | 131           | 210,96      | |
| @6   | «Третьяковская»                                                       | 11.01.1986                               | 11.01.1986                   | 0       | 0          | 131           | 210,96      | Открыта южная половина северного зала станции в качестве задела под кросс-платформенную пересадку, северная половина южного зала закрыта для стыковки со строящимся участком Калининской линии. |
| @8   | «Марксистская» — Третьяковская                                        | ?                                        | 25.01.1986                   | 1       | 1,66       | 132           | 212,62      | Станция «Третьяковская» заработала на полную мощность. |
| @6   | «Беляево» — «Тёплый Стан»                                             | 05.11.1987                               | 06.11.1987                   | 2       | 2,99       | 134           | 215,61      | |
| @9   | Боровицкая — «Чеховская»                                              | ?                                        | 31.12.1987                   | 1       | 1,63       | 135           | 217,24      | |
| @9   | Чеховская — «Савёловская»                                             | ?                                        | 31.12.1988                   | 3       | 4,23       | 138           | 221,47      | |
| @4   | «Молодёжная» — «Крылатское»                                           | ?                                        | 31.12.1989                   | 1       | 1,94       | 139           | 223,41      | |
| @6   | «Тёплый Стан» — Битцевский Парк                                       | ?                                        | 17.01.1990                   | 2       | 3,6        | 141           | 227,01      | |
| @1   | «Преображенская площадь» — Улица Подбельского, ТЧ-13 «Черкизово»      | ?                                        | 01.08.1990                   | 2       | 3,81       | 143           | 230,82      | |
| @9   | Савёловская — «Отрадное», ТЧ-14 «Владыкино»                           | 01.03.1991                               | 07.03.1991                   | 5       | 8,63       | 148           | 239,45      | |
| @9   | «Отрадное» — «Бибирево»                                               | ?                                        | 31.12.1992                   | 1       | 2,61       | 149           | 242,06      | |
| @9   | «Бибирево» — «Алтуфьево»                                              | ?                                        | 15.07.1994                   | 1       | 1,99       | 150           | 244,05      | |
| @11  | Каширская — «Каховская»                                               | 11.08.1969                               | 20.11.1995                   | 1       | 0          | 151           | 243,6       | Участок Замоскворецкой линии «Каширская» — «Каховская» выделен в отдельную линию. Официально вилочное движение прекращено, но при выдаче подвижного состава из депо «Замоскворецкое» на Замоскворецкую линию и обратно поезда продолжают курсировать по маршруту «Варшавская» — «Речной вокзал». Часть перегона (0,45 км) преобразована в технический съезд, используемый данным маршрутом. |
| @10  | «Чкаловская» — «Волжская», ТЧ-15 «Печатники»                          | ?                                        | 28.12.1995                   | 6       | 12,19      | 157           | 256,24      | Без «Дубровки». |
| @10  | «Волжская» — «Марьино»                                                | ?                                        | 25.12.1996                   | 3       | 5,44       | 160           | 261,68      | |
| @10  | «Дубровка»                                                            | 28.12.1995                               | 11.12.1999                   | 1       | 0          | 161           | 261,68      | Открыта на действующем участке Люблинской линии «Крестьянская застава» — «Кожуховская». |
| @9   | «Пражская» — «Улица Академика Янгеля»                                 | ?                                        | 31.08.2000                   | 1       | 1,98       | 162           | 263,66      | |
| @9   | «Улица Академика Янгеля» — «Аннино»                                   | ?                                        | 12.12.2001                   | 1       | 1,41       | 163           | 265,07      | |
| @1   | Спортивная — Юго-Западная                                             | 06.07.2002                               | 06.07.2002                   | 0       | −?         | 163           | ?           | Закрыты временные мосты через р. Москву для обхода закрытой станции «Воробьёвы горы». |
| @1   | «Воробьёвы горы»                                                      | 06.08.2002                               | 14.12.2002                   | 0       | 0          | 163           | 265,07      | Повторно открыта на действующем участке. (дата восстановления сквозного движения по мосту приведена в столбце «Дата начала графикового движения поездов») |
| @9   | «Аннино» — «Бульвар Дмитрия Донского»                                 | ?                                        | 26.12.2002                   | 1       | 2,08       | 164           | 267,15      | |
| @3   | «Киевская» — «Парк Победы»                                            | ?                                        | 06.05.2003                   | 1       | 3,2        | 165           | 270,35      | Открыты по половине каждого из двух залов: южная половина северного зала на высадку, северная половина южного — на посадку. |
| @12  | «Улица Старокачаловская» — Бунинская Аллея                            | ?                                        | 27.12.2003                   | 5       | 5,53       | 170           | 275,88      | Открыта как линия лёгкого метро (Л1). |
| @4А  | «Киевская» — Деловой центр                                            | ?                                        | 10.09.2005                   | 1       | 2,2        | 171           | 278,08      | Началось вилочное движение от «Киевской» до «Крылатского» и «Делового центра». «Международная» построена в конструкциях и используется в качестве оборотного тупика. |
| @4А  | Деловой центр — «Москва-Сити»                                         | 10.09.2005                               | 30.08.2006                   | 1       | 0,5        | 172           | 278,58      | Запущено пассажирское движение. |
| @10  | «Чкаловская» — «Трубная»                                              | ?                                        | 30.08.2007                   | 1       | 3,05       | 173           | 281,63      | Без «Сретенского бульвара». |
| @10  | «Сретенский бульвар»                                                  | 30.08.2007                               | 29.12.2007                   | 1       | 0          | 174           | 281,63      | Открыта на действующем участке Люблинской линии «Чкаловская» — «Трубная». |
| @3   | «Парк Победы» — «Строгино»                                            | 07.01.2008                               | 07.01.2008                   | 2       | 11,27      | 176           | 292,9       | Участок Кунцевская — «Крылатское» вошел в состав Арбатско-Покровской линии. Движение открыто в два этапа: в 5:30 на участке «Парк Победы» — «Молодёжная», в 11:35 — на участке «Молодёжная» — «Строгино». Без «Славянского бульвара». |
| @3   | «Славянский бульвар»                                                  | 07.01.2008                               | 07.09.2008                   | 1       | 0          | 177           | 292,9       | Открыта на действующем участке Арбатско-Покровской линии «Парк Победы» — «Кунцевская». |
| @3   | «Строгино» — «Митино»                                                 | 23.12.2009                               | 26.12.2009                   | 3       | 5,9        | 180           | 298,8       | |
| @10  | «Трубная» — «Марьина Роща»                                            | 10.06.2010                               | 19.06.2010                   | 2       | 2,4        | 182           | 301,2       | |
| @10  | «Марьино» — «Зябликово»                                               | 30.11.2011                               | 02.12.2011                   | 3       | 4,5        | 185           | 305,7       | |
| @8   | «Новогиреево» — «Новокосино»                                          | ?                                        | 30.08.2012                   | 1       | 3,2        | 186           | 308,9       | |
| @2   | «Красногвардейская» — «Алма-Атинская»                                 | ?                                        | 24.12.2012                   | 1       | 3          | 187           | 311,9       | |
| @3   | «Митино» — «Пятницкое шоссе»                                          | ?                                        | 28.12.2012                   | 1       | 1,4        | 188           | 313,3       | |
| @7   | «Выхино» — «Жулебино»                                                 | 05.11.2013                               | 09.11.2013                   | 2       | 4,8        | 190           | 318,1       | |
| @2   | ТЧ-17 «Братеево»                                                      | ?                                        | 15.01.2014                   | 0       | 0          | 190           | 318,1       | |
| @8А  | «Деловой центр» — «Парк Победы»                                       | 29.01.2014                               | 31.01.2014                   | 2       | 3,4        | 192           | 321,5       | Челночное движение по одному пути. Участок не соединён с остальной линией. |
| @12  | «Улица Старокачаловская» — «Битцевский парк»                          | 26.02 2014                               | 27.02.2014                   | 2       | 4,5        | 194           | 326         | |
| @7   | «Спартак»                                                             | 30.12.1975                               | 27.08.2014                   | 1       | 0          | 195           | 326         | Расконсервирована и достроена на действующем участке Таганско-Краснопресненской линии «Тушинская» — «Щукинская». |
| @1   | «Юго-Западная» — «Тропарёво»                                          | 07.12.2014                               | 08.12.2014                   | 1       | 2,1        | 196           | 328,1       | |
| @7   | «Жулебино» — «Котельники»                                             | 16.08.2015                               | 21.09.2015                   | 1       | 1,4        | 197           | 329,5       | |
| @2   | Технопарк                                                             | 11.08.1969                               | 28.12.2015                   | 1       | 0          | 198           | 329,5       | Открыта на действующем участке Замоскворецкой линии «Автозаводская» — «Коломенская». |
| @1   | «Тропарёво» — «Румянцево»                                             | 31.12.2015                               | 18.01.2016                   | 1       | 2,5        | 199           | 332         | Станция «Саларьево» используется для оборота без пассажиров. |
| @1   | «Румянцево» — «Саларьево»                                             | 31.12.2015                               | 15.02.2016                   | 1       | 1,9        | 200           | 333,9       | Запущено пассажирское движение. |
| @9   | «Петровско-Разумовская»                                               | 29.08.2016                               | 29.08.2016                   | 0       | 0          | 200           | 333,9       | Открыта западная половина восточного зала станции в качестве задела под кросс-платформенную пересадку, восточная половина западного зала закрыта для стыковки со строящимся участком Люблинско-Дмитровской линии. |
| @10  | «Марьина Роща» — «Петровско-Разумовская»                              | 12.09.2016                               | 16.09.2016                   | 3       | 5,4        | 203           | 339,3       | Станция «Петровско-Разумовская» заработала на полную мощность. |
| @3   | ТЧ-16 «Митино»                                                        | 16.06.2015                               | 24.12.2016                   | 0       | 0          | 203           | 339,3       | |
| @8А  | «Парк Победы» — «Раменки»                                             | 16.03.2017                               | 16.03.2017                   | 3       | 7,3        | 206           | 346,6       | Движение на перегоне «Парк Победы» — «Деловой центр» стало осуществляться по обоим путям. Начато вилочное движение по маршруту «Партизанская» — «Раменки» (7-8 пар поездов в день). |
| @2   | «Речной вокзал» — «Ховрино»                                           | 29.12.2017                               | 31.12.2017                   | 1       | 2,9        | 207           | 349,5       | Без «Беломорской». |
| @8А  | «Парк Победы» — «Деловой центр»                                       | 24.02.2018                               | 24.02.2018                   | -1      | -3,4       | 206           | 346,1       | Станция «Деловой центр» закрыта для строительства оборотных тупиков за станцией. Организуется регулярное вилочное движение по маршрутам «Щёлковская» — «Пятницкое шоссе» и «Партизанская» — «Раменки». |
| 011А | «Петровский парк» — «Деловой центр»                                   | 26.02.2018                               | 26.02.2018                   | 5       | 10,5       | 211           | 359,7       | Движение по маршрутам «Петровский парк» — «Раменки» и «Петровский парк» — «Деловой центр». Движение по маршруту «Партизанская» — «Раменки» возвращено к особому расписанию. |
| @8А  | «Парк Победы» — «Шелепиха»                                            | 26.02.2018                               | 26.02.2018                   | 0       | 3,1        | 211           | 359,7       | Соединительная ветка между Солнцевской и Большой кольцевой линиями. |
| @10  | «Петровско-Разумовская» — «Селигерская»                               | 11.03.2018                               | 22.03.2018                   | 3       | 4,9        | 214           | 364,6       | |
| @10  | ТЧ-19 «Лихоборы»                                                      | ?                                        | 11.06.2018                   | 0       | 0          | 214           | 364,6       | |
| @8А  | «Раменки» — «Рассказовка» ТЧ-18 «Солнцево»                            | 30.08.2018                               | 30.08.2018                   | 7       | 14,2       | 221           | 378,8       | Движение по маршрутам «Петровский парк» — «Рассказовка» и «Петровский парк» — «Деловой центр». |
| @2   | «Беломорская»                                                         | 29.12.2017                               | 20.12.2018                   | 1       | 0          | 222           | 378,8       | Достроена и открыта на действующем участке Замоскворецкой линии «Ховрино» — «Речной вокзал». |
| 011А | «Петровский парк» — «Савёловская»                                     | 30.12.2018                               | 30.12.2018                   | 1       | 1,9        | 223           | 380,7       | Движение по маршрутам «Савёловская» — «Рассказовка» и «Савёловская — Деловой центр». |
| @11  | «Каховская» — «Варшавская»                                            | 30.03.2019                               | 30.03.2019                   | -1      | -1,3       | 223           | 379,4       | Станция «Каховская» закрыта на реконструкцию. |
| @15  | «Некрасовка» — «Косино»                                               | 29.05.2019                               | 03.06.2019                   | 4       | 6,9        | 224           | 386,3       | |
| @15  | ТЧ-20 «Руднёво»                                                       | 04.2019                                  | 03.06.2019                   | 0       | 0          | 227           | 386,3       | |
| @1   | «Саларьево» — «Коммунарка»                                            | 18.06.2019                               | 20.06.2019                   | 4       | 9,4        | 231           | 395,7       | |
| @11  | Каширская — «Варшавская»                                              | 25.10.2019                               | 25.10.2019                   | -2      | -2,0       | 231           | 393,7       | Каховская линия окончательно закрыта для пассажирского движения. Перегон «Каширская» — «Варшавская» используется для выдачи поездов из ТЧ-7 на Замоскворецкую линию и обратно. 4 путь станции «Каширская» выведен из эксплуатации. |
| @15  | «Косино» — «Лефортово»                                                | 23.03.2020                               | 27.03.2020                   | 6       | 15,1       | 237           | 408,8       | Участок «Нижегородская» — «Лефортово» временно функционирует в составе Некрасовской линии. |
| @8А  | «Парк Победы» — «Деловой центр»                                       | 12.12.2020                               | 12.12.2020                   | 1       | 3,4        | 238           | 409,1       | Станция «Деловой центр» открылась вновь и стала конечной Солнцевской линии. Строительство оборотных тупиков за станцией полностью завершено. |
| @8А  | «Парк Победы» — «Шелепиха»                                            | 12.12.2020                               | 12.12.2020                   | 0       | -3,1       | 238           | 409,1       | Закрыта для пассажирского движения соединительная ветка между Солнцевской и Большой кольцевой линиями. |
| @15  | «Лефортово» — «Электрозаводская»                                      | 31.12.2020                               | 31.12.2020                   | 1       | 1,0        | 239           | 410,1       | Участок «Нижегородская» — «Электрозаводская» временно функционирует в составе Некрасовской линии. |
| @11  | «Хорошёвская» — «Мнёвники»                                            | 01.04.2021                               | 01.04.2021                   | 2       | 4,23       | 241           | 414,33      | Движение по маршрутам «Савёловская» — «Мнёвники» и «Савёловская» — «Деловой центр». |
| @11  | «Мнёвники» — «Каховская»                                              | 02.12.2021                               | 07.12.2021                   | 10      | 18,55      | 250           | 432,88      | Движение по маршрутам «Савёловская» — «Каховская» и «Савёловская» — «Деловой центр». Оборот поездов осуществляется с троекратной сменой направления движения. |
| @2   | «Автозаводская» — «Орехово»                                           | 12.11.2022                               | 12.11.2022                   | -5      | -0,2       | 250           | 432,68      | Закрытие участка в связи с заменой обделки тоннеля и водопонижением грунта на перегоне «Кантемировская» — «Царицыно». Временное разделение Замоскворецкой линии на два участка: «Ховрино» — «Автозаводская» и «Орехово» — «Алма-Атинская». |
| @15  | «Электрозаводская» — «Нижегородская»                                  | 17.02.2023                               | 17.02.2023                   | -3      | 0          | 250           | 438,4       | Некрасовская линия укорачивается до станции «Нижегородская». Съезды между Большой кольцевой и Некрасовской линиями в северо-западной горловине «Нижегородской» преобразуются в служебные соединительные ветви. |
| @11  | «Нижегородская»                                                       | 20.02.2023                               | 20.02.2023                   | +4      | 0          | 251           | 438,4       | Открытие внешних путей на станции «Нижегородская». Окончательный переход участка «Нижегородская ― Электрозаводская» в состав Большой кольцевой линии с кросс-платформенной пересадкой на Некрасовскую линию у «Нижегородской» и дальнейшим следованием резервом по строящимся участкам Большой кольцевой линии.                                                                             |
| @11  | ТЧ-21 «Нижегородское»                                                 | 20.02.2023                               | 20.02.2023                   | 0       | 0          | 251           | 438,4       | |
| @11  | «Каховская» ― «Нижегородская» «Савёловская» ― «Электрозаводская»      | 20.02.2023                               | 01.03.2023                   | 9       | 14,84+8,2  | 258           | 455,92      | Замыкающие участки Большой кольцевой линии. |
| @2   | «Автозаводская» — «Орехово»                                           | 10.05.2023                               | 10.05.2023                   | 5       | 0,2        | 258           | 456,12      | Повторное открытие участка после реконструкции. |
| @8А  | «Рассказовка» — «Аэропорт Внуково»                                    | 06.09.2023                               | 06.09.2023                   | 2       | 5,2        | 260           | 461,32      | |
| @10  | «Селигерская» — «Физтех»                                              | 07.09.2023                               | 07.09.2023                   | 3       | 5,3        | 263           | 466,62      | |
| @11  | ТЧ-22 «Аминьевское»                                                   | 09.01.2024                               | 09.01.2024                   | 0       | 0          | 263           | 466,62      | |
| @11  | «Хорошёвская» — «Деловой центр»                                       | 22.06.2024                               | 22.06.2024                   | -2      | 5,0        | 263           | 461,62      | Участок закрыт для интеграции в Рублёво-Архангельскую линию метро |
| @1   | «Новомосковская» — «Потапово»                                         | 09.08.2024                               | 05.09.2024                   | 1       | 2,4        | 264           | 464,2       | |
| @16  | «Новаторская» — «Тютчевская»                                          | 21.06.2024                               | 07.09.2024                   | 4       | 8,7        | 268           | 472,9       | |
| @16  | «Тютчевская» — «Новомосковская»                                       | 07.09.2024                               | 28.12.2024                   | 3       | 7,2        | 271           | 480,1       | |
| @2   | ТЧ-17 «Братеево»                                                      | 10.03.2025                               | 10.03.2025                   | 0       | 0          | 271           | 480,1       | Объединение с электродепо «Южное» 21 мая 2025 года |
| @2   | ТЧ-17 «Южное»                                                         | 21.05.2025                               | 21.05.2025                   | 0       | 0          | 271           | 480,1       | |
|      | Участок                                                               | Дата начала графикового движения поездов | Дата открытия для пассажиров | Станций | Длина (км) | Станций всего | Длина всего | Примечания |

## Особенности вычисления длин перегонов
- Длины всех перегонов вычислены по схеме путевого развития Московского метрополитена с точностью до 10 метров. Для перегонов «Охотный ряд» — «Александровский сад», «Партизанская» — старая «Первомайская», «Новые Черёмушки» — старая «Калужская», «Курская» — «Комсомольская» и «Киевская» — «Выставочная» путём пересмотра множества литературы и ручного замера с помощью программы Google Earth, можно предположить с точностью до 100 метров длину, соответственно, 0,9; 1,5; 1,5; 2,08 и 2,2 км. Служебный перегон «Александровский сад» — «Площадь Революции» замерен пикетами, однако при его длине 1,07 км нет подтверждений, что пикеты унифицированы на этом участке между двумя линиями.
- Для пересчёта длины пусковых участков, связанных с перегонами «Парк Победы» — «Деловой центр» / «Шелепиха», по умолчанию принимается расстояние от восточного торца станции «Парк Победы», а не от стрелок в начале ССВ.

## Комментарии
1. 1 2  Под графиковым движением поездов подразумевается работа того или иного участка линии с движением пассажирских поездов; в случае с электродепо — начала тестовой эксплуатации мощностей. До даты открытия участка для пассажиров движение поездов по указанному участку осуществляется без пассажиров в режиме обкатки
2. 1 2  Дата допуска первых пассажиров на станцию; для электродепо — дата подписания приказа о вводе в режим метрополитена
3. ↑  точная дата неизвестна
4. ↑  Приведена дата открытия сквозного движения по Лужнецкому метромосту после переноса движения с временных обходных мостов
5. ↑  С 22 июня временно закроют участок «Деловой центр — Шелепиха — Хорошёвская» БКЛ